# Deutsche Krebshilfe Preis

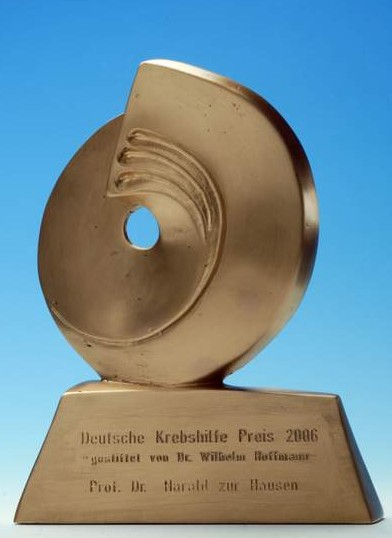
O prêmio

O Deutsche Krebshilfe Preis é um prêmio em ciências da Alemanha. É concedido anualmente pela Fundação Alemã de Ajuda ao Câncer (Bonn). São condecorados cientistas e pesquisadores alemães e estrangeiros por trabalhos de destaque em oncologia. É concedido desde 1996.

## História
O prêmio foi possível através de uma fundação da Família Wilhelm Hoffmann. A fundação liderou a organização sem fins lucrativos Deutsche Krebshilfe em Bonn em 1995, uma herança com a destinação de conceder um prêmio anual com a receita de juros da subvenção. Esta regulamentação é o princípio norteador seguido pela fundadora da Deutsche Krebshilfe Mildred Scheel – independente de governo e indústria – financiar a organização exclusivamente com doação dos cidadãos.

## Recipientes
- 1996: Hansjörg Riehm

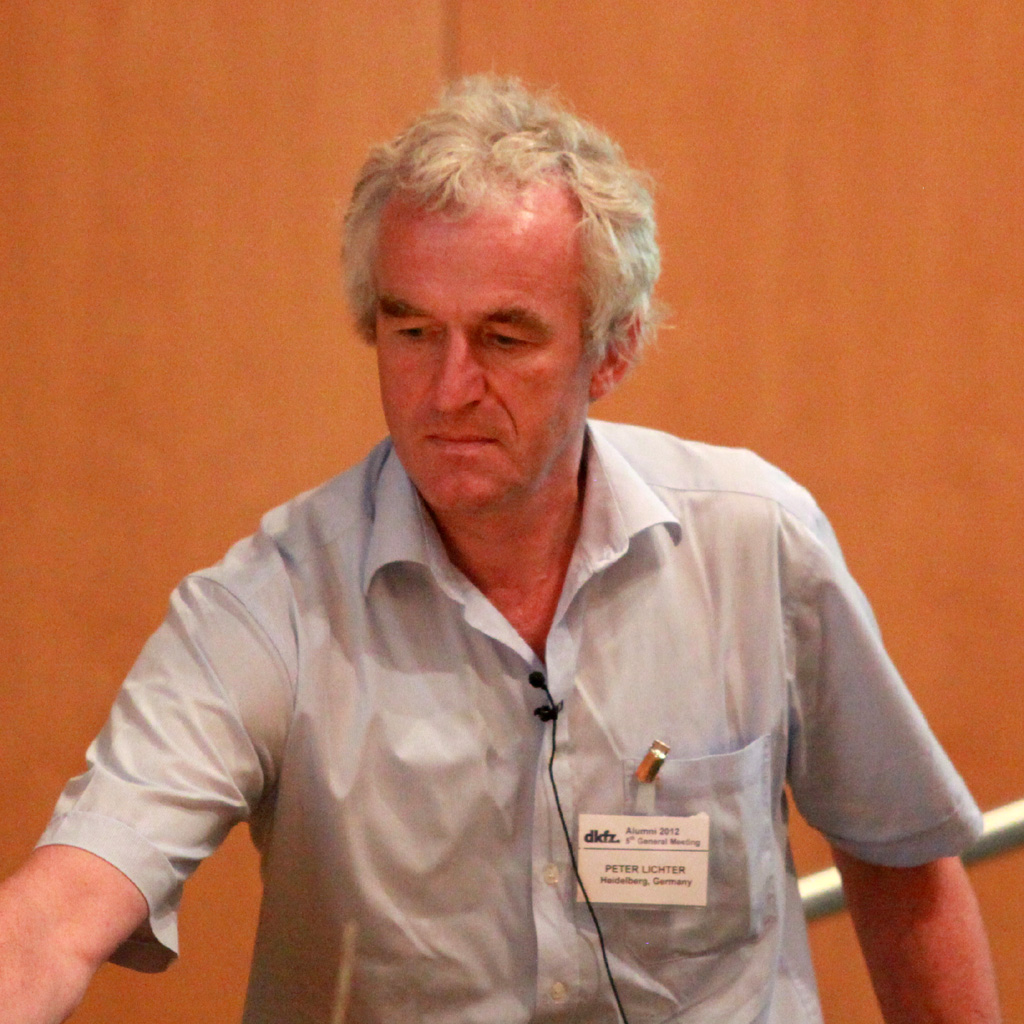
Peter Lichter

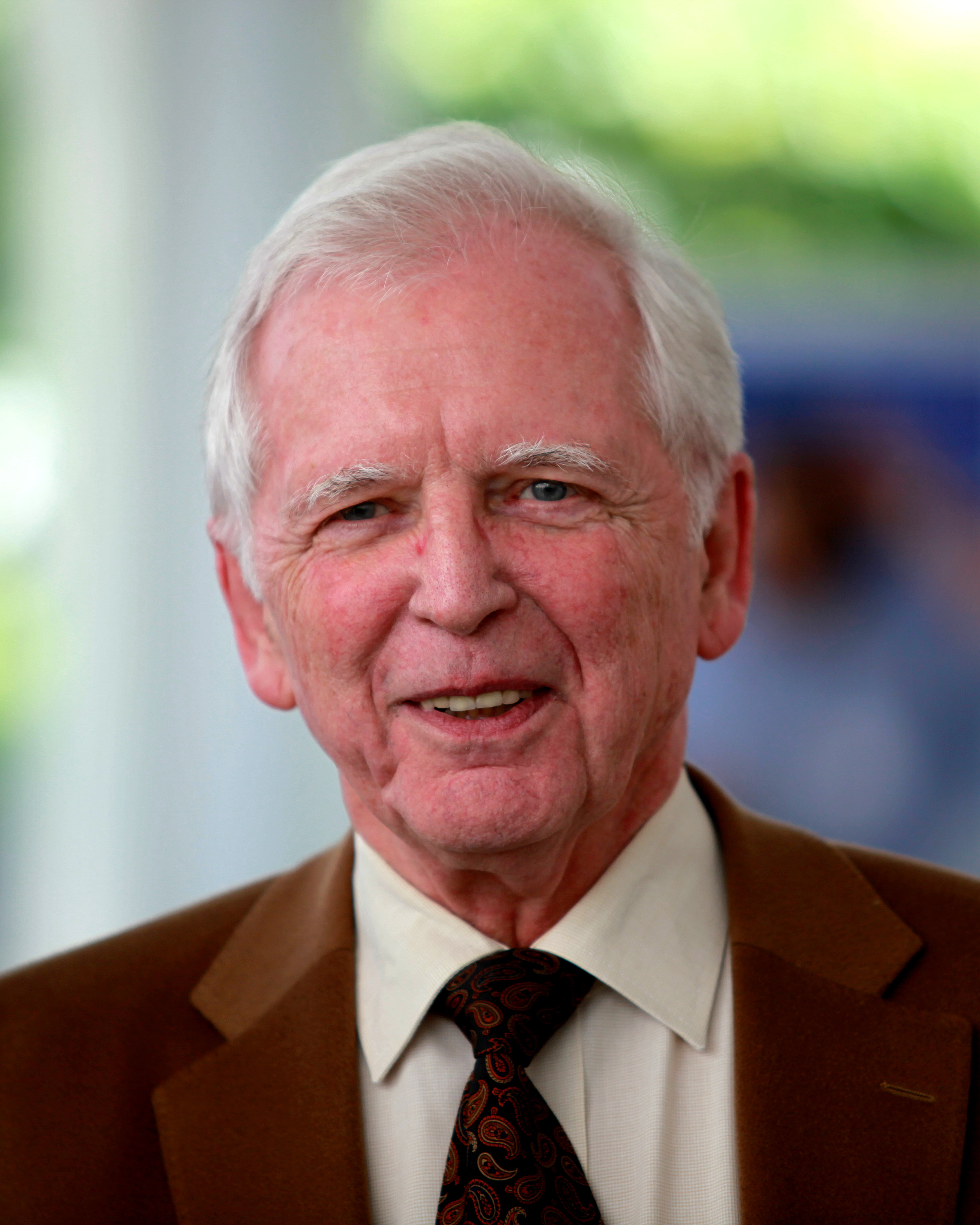
Harald zur Hausen

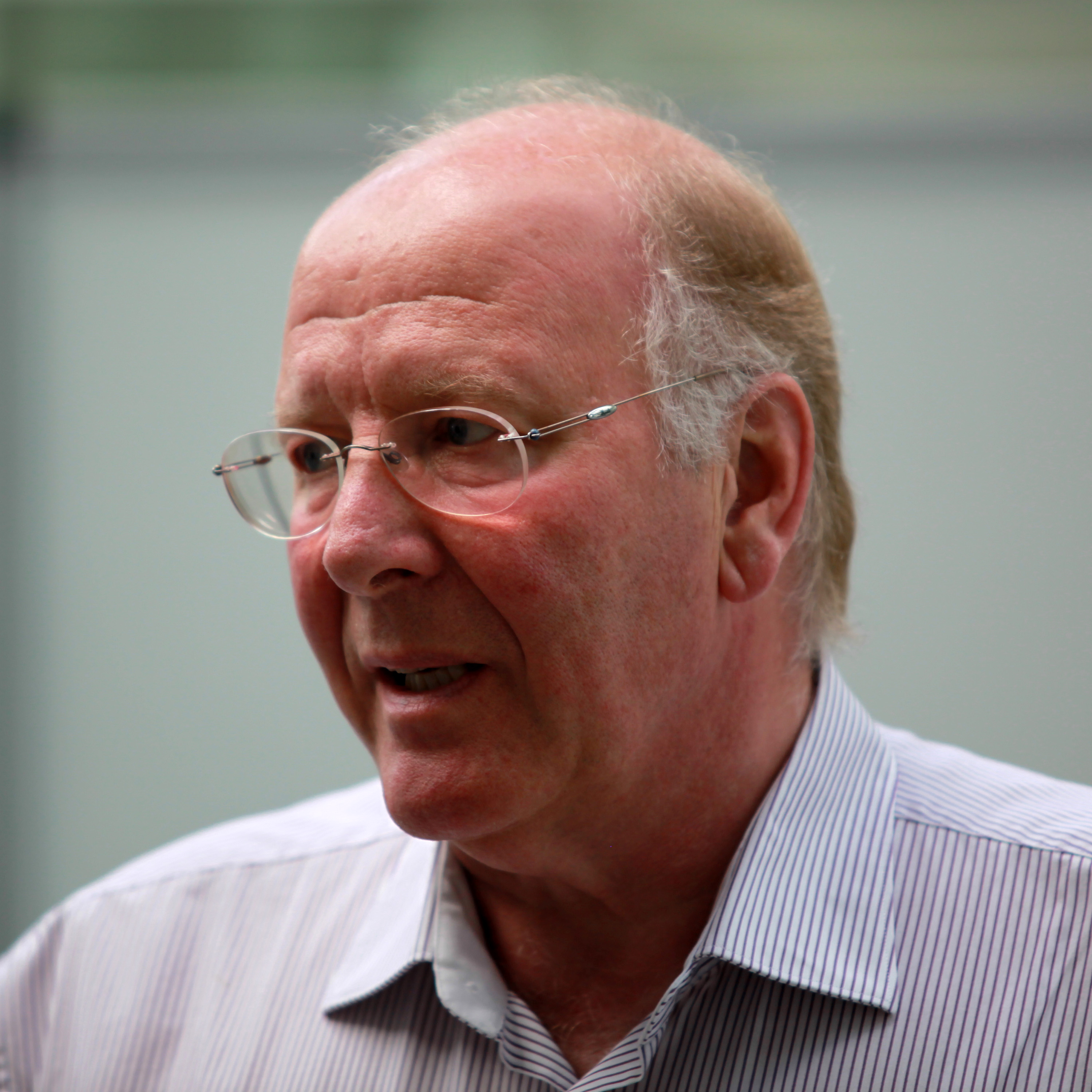
Peter Heinrich Krammer

- 1997: Roland Bässler e Heinrich Maass
- 1998: Dieter Hoelzer
- 1999: Claus Rainer Bartram
- 2000: Dieter Harms
- 2001: Martin-Leo Hansmann, Ralf Küppers e Klaus Rajewsky
- 2002: Almuth Sellschopp
- 2003: Peter Lichter
- 2004: Jörg Rüdiger Siewert
- 2005: Axel Ullrich
- 2006: Harald zur Hausen
- 2007: Volker Diehl
- 2008: Harald Stein
- 2009: Hilde Schulte
- 2009: Gerhard Englert
- 2010: Peter Propping
- 2011: Klaus-Michael Debatin e Peter Heinrich Krammer
- 2012: Jörg Michaelis
- 2013: Hans-Georg Rammensee e Hans-Jochem Kolb
- 2014: Werner Hohenberger[1]
- 2015: Fritz Schröder[2]
- 2016: Gert Riethmüller, Universidade de Munique, für seine Pionierarbeit und bahnbrechenden Erfolge in der Entwicklung von therapeutisch einsetzbaren Antikörpern bei Krebserkrankungen; Dolores J. Schendel, Helmholtz-Zentrum München, für ihre bedeutenden internationalen Forschungsbeiträge zur Entwicklung innovativer Immuntherapie-Technologien[3]
- 2017: Heribert Jürgens, Universidade de Münster, für „seine großen Verdienste in der pädiatrischen Onkologie, insbesondere in der Entwicklung von Therapiestrategien beim Ewing-Sarkom“[3]